# Коня
Коня (на турски: Konya; на гръцки: Ικόνιο; на старогръцки: Ικόνιον; на латински: Iconium) е град в Турция, който е седми по големина в страната и е разположен на централното Анадолско плато. Той е административен център на вилает Коня, който е най-голям по площ в Турция. Населението на града през 2018 година е 2 205 609 души. Градът е бивша столица на селджукския Румелийски султанат.

## География
Градът разполага с жп гара, която е разположена по линията Адана-Истанбул.

## История
Икония е едно от най-древните селища не само в Анадола, но и в света – обитаван още през неолита и късната каменна епоха – 7000 години преди новата ера.
Историята на града преминава през много възходи и падения, но най-голям архитектурен, политически и културен подем град Икония бележи, като столица на селджукските султани между 1071 и 1308 година.

## Известни личности

### Родени в Коня
- Св. първомъченица и равноапостолна Текла
- Св. великомъченица Параскева от Икония

- Св. преподобни Харитон изповедник
- Теодул I (?-1065), духовник, охридски архиепископ
- Агел, македоно-одрински опълченец, 20-годишен, Солунски доброволчески отряд[2]
- Гюнгьор Байрак (р. 1954), турска певица и киноактриса
- Мурат Йълдъръм, актьор от филма „Гордата Аси“
- Мине Тугай, актриса

### Починали в Коня
- Джалал ад-Дин Мухаммад Руми (1207 – 1273), персийски поет и философ

### Други
- Михаил Радославов (1848 – 1895), български революционер, заточен в града през 1875 – 1878
- Поп Грую Бански (1836 – 1908), български революционер, заточен в града по време на Руско-турската освободителна война.

## Побратимени градове
Побратимени градове са:
- Баку (на азербайджански: Bakı), Азербайджан
- Аксарай (на турски: Aksaray), Турция
- Гюлтепе (на турски: Gültepe), Турция
- Киото (на японски: 京都), Япония
- Мултан (на урду: ملتان; на английски: Multan; на пенджабски: ملتان), Пакистан
- Триполи (на арабски: طرابلس), Ливан
- Сараево, (на босненски: Sarajevo; на хърватски: Sarajevo; на сръбски: Сарајево), Босна и Херцеговина
- Кордоба (на испански: Córdoba), Испания
- Толедо (на испански: Toledo), Испания
- Балх (на дари: بلخ), Афганистан
- Тетово (на македонска литературна норма: Тетово; на албански: Tetova), Северна Македония
- Дортмунд (на немски: Dortmund), Германия
- Окаяма (на японски: 岡山市), Япония
- Кониц (на босненски: Konjic; на хърватски: Konjic; на сръбски: Конјиц), Босна и Херцеговина
- Гедареф (на арабски: القضارف; на английски: Gedaref), Судан
- Сиан (на китайски: 西安, на пинин: Xī'ān), Китай
- Верона (на италиански: Verona; на венециански: Verona), Италия
- Бърлад (на румънски: Bârlad), Румъния
- Каннин (на корейски: 강릉시 или 江陵市), Република Корея
- Хеброн (на иврит: חֶבְרוֹן; на арабски: الخليل), Палестинска автономия
- Фес (на арабски: فاس; на френски: Fès), Мароко
- Зандам (на нидерландски: Zaandam), Нидерландия
- Суст (на нидерландски: Soest), Нидерландия
- Париж (на френски: Paris), Франция
- Тебриз (на персийски: تبریز; на азербайджански: تبریز Təbriz), Иран